# 渡邉歩咲
渡邉 歩咲（わたなべ あゆさ、2001年〈平成13年〉3月9日 - ）は、日本のライバー・モデル・女優・歌手・MC・ラジオパーソナリティ・アイドルであり、女性アイドルグループ あぴゅるむ 及び NGT48 の元メンバーである。
山形県出身。High Cloud所属。やまがた特命観光・つや姫大使。

## 略歴
山形県にて2001年3月9日（金）出生（3人兄弟の長女）

## ライブ・イベント
- 渡邉歩咲とのバレンタイン 新宿ロフトプラスワン（2020年2月14日）
- あぴゅるむ住民会 大阪（2022年5月7日） - あぴゅるむとして参加
- あぴゅるむ住民会～祝！一万人 満室御礼～（2022年9月3日）- あぴゅるむとして参加
- ファーストフォトブック「うるがして」お渡し会（2022年11月12日）
- SUMMER Party（2023年8月13日）
- オンラインチェキ会（2023年11月1日～3日）
- 渡邉歩咲【生誕祭】（2024年3月9日）
- ファンミーティング（2024年4月21日）
- 渡邉歩咲 生誕祭 2025（2025年2月25日）
- オンラインチェキ会（2025年5月30日～6月1日）

### 出演イベント
- スタースカウト総選挙（2019年11月16日）- SHOWROOM賞/総選挙賞/インフルエンサー賞
- @JAM 2022（2022年5月29日） - あぴゅるむとして参加
- GROW EGG!! 公開収録イベント Vol.1（2022年6月4日）
- GROW EGG!! 公開収録イベント Vol.2（2022年7月17日）
- TOKYO IDOL FESTIVAL2022（2022年8月5日） - あぴゅるむとして参加
- GROW EGG!! 公開収録イベント Final（2022年8月23日）
- イオンモール白山 三世代交流eスポーツ大会（2022年10月10日）
- ショコラの街アンバサダー就任式 販売イベント（2023年2月5日）
- khb 48周年『あすとつながるkhb』（2023年10月1日） - ステージMC
- 鈍色ショコラヴィレ ビエンナーレ 舞台挨拶（2023年10月7日） - 舞台MC
- #CTKxBONNO イベント（2023年11月18日） - ショコラの街金沢アンバサダーとして参加
- 山川さくら誕生祭2023 in東京 一夜限りのSPライブ（2023年11月26日） - あぴゅるむとして出演
- MISS ME BY CHALING ポップアップイベント（2023年12月16日）
- 突撃!ナマイキROOM 第1回ファンイベント（2024年3月18日） - 初代ナマイキガール 卒業式
- GROW EGG!! 公開収録イベント（2025年7月6日）
- GROW EGG!! 公開収録イベント（2025年8月3日）

#### 山形のイベント
- 山形花笠祭り（2023年8月7日） -  山形マルハン でパレード
- かほくほくほくまつり（2023年10月15日） - イベントMC
- 黒澤建設工業株式会社 慰労会（2024年3月30日） - 社内イベント司会
- Mountain Ash Yamagata Music Party（2024年6月9日） - ステージMC
- 山形花笠祭り（2024年8月7日） -  yafoo with 渡邉歩咲 & 佐藤文香 でパレード
- 株式会社ヤガイ ヤガイ祭（2024年9月6日） - 社内イベント司会
- 日本一の芋煮会フェスティバル2024（2024年9月15日）
- 尾花沢もっとまるだし未来まつり（2024年10月12日） - イベントMC
- かほくほくほくまつり（2024年10月20日） - イベントMC
- リナコン（2024年10月26日） - イベントMC
- JAおきたま 社内イベント（2024年11月8日） - 司会
- 哥麿会 令和6年 山形北部豪雨 災害支援チャリティ in 天童（2025年7月20日） - イベントMC
- 山形花笠祭り（2025年8月5日） -  yafoo with 渡邉歩咲 & 佐藤文香 でパレード
- 山形花笠祭り（2025年8月6日） - 日本一の芋煮会山車に乗車

#### ファッションショー
- TOKYO Another Collection 2022（2022年8月2日）
- SDGs推進 TGC しずおか 2023 by TOKYO GIRLS COLLECTION（2023年1月14日）
- 神戸コレクション2023（2023年4月15日）
- SAITAMA RUNWAY 2024（2024年10月19日）

## 出演

### ラジオ

#### 放送中の番組
| 放送開始日   | 放送局       | 放送日・放送時間        | 番組名                | パーソナリティ 出演 |
| 2025年4月3日 | エフエム山形 | 毎週木曜日 17:00～18:55 | WAVE4 YAMAGATA EXCEED | 岩崎敬,渡邉歩咲     |
| ------------ | ------------ | ----------------------- | --------------------- | ------------------- |

#### 出演した番組
| 放送日                                       | 放送局             | 番組名                     | パーソナリティ   |
| 2022年12月27日,28日                          | YBCラジオ          | ミッチーチェン13分忘年会   | ミッチーチェン   |
| 2023年2月10日                                | 富山シティエフエム | 陽香留と金森監督のSRアワー | 陽香留,金森正晃  |
| 2023年6月12日,19日 2024年2月12日,19日,3月4日 | 調布エフエム       | サカガミと魔法のラジオ     | サカガミトモノリ |
| -------------------------------------------- | ------------------ | -------------------------- | ---------------- |

### 映画
| 公開日        | 配給 | タイトル           | 監督     | 脚本   | 役名                         |
| 2024年8月30日 |      | ザギンでシースー!? | 金森正晃 | 赤松新 | 昭和バブル期の銀座ホステス役 |
| ------------- | ---- | ------------------ | -------- | ------ | ---------------------------- |

### テレビ

#### ドラマ
| 放送年・期間  | 制作局・放送枠                   | タイトル                         | 脚本     | 役名     |
| 2022年7月8日  | スカパー！ベターライフチャンネル | GROW EGG!! ショートドラマ 万華鏡 | 刈田実希 |          |
| 2022年1月16日 | 朝日放送テレビ ドラマ＋          | ハレ婚。 第1話                   | 山田佳奈 | 一夫多妻 |
| ------------- | -------------------------------- | -------------------------------- | -------- | -------- |

#### バラエティ番組
| 放送年・期間                  | 制作局・放送枠                   | タイトル            |
| 2019年12月10日                | テレビ東京                       | 道玄坂コネクション  |
| 2022年7月19日                 | テレビ静岡                       | チョッといいタイム  |
| 2023年7月4日,10月3日          | khb東日本放送                    | khb weather forcast |
| 2023年10月31日～2024年3月19日 | khb東日本放送                    | 突撃！ナマイキTV    |
| 2025年1月6日,6月2日           | khb東日本放送                    | にじいろ天気        |
| 2025年8月29日                 | スカパー！ベターライフチャンネル | GROW EGG!!          |
| ----------------------------- | -------------------------------- | ------------------- |

### オンライン番組
| 放送年・期間                | 配信プラットフォーム | タイトル                                       | 備考                 |
| 2020年12月24日              | SHOWROOM             | SHOWROOM AWARD 2020                            | 年間最優秀賞受賞     |
| 2021年3月21日               | SHOWROOM             | スタ選PR番組～プロダクション所属への道～       | あぴゅるむとして出演 |
| 2021年7月31日               | youtube              | カジサックの小部屋                             | あぴゅるむとして出演 |
| 2021年10月14日              | SHOWROOM             | CanCam Room                                    |                      |
| 2021年12月28日              | SHOWROOM             | SHOWROOM AWARD 2021                            |                      |
| 2022年1月2日                | SHOWROOM             | SHOWROOM お正月特番 2022                       | あぴゅるむとして出演 |
| 2022年8月20日,21日          | SHOWROOM             | SHOWROOM 夏まつり 2022 in MIYASHITA PARK       | あぴゅるむとして出演 |
| 2023年10月1日               | khb東日本放送        | khb 48周年『あすとつながるkhb』                | ステージMC           |
| 2023年11月30日,12月7日,14日 | khb東日本放送        | SHOWROOM 前田代表から学ぶ配信の極意            |                      |
| 2023年12月27日              | SHOWROOM             | SHOWROOM AWARD 2023                            |                      |
| 2025年4月16日               | SHOWROOM             | 第2回「堤下のバラエティ育成塾 "つつじゅく！"」 | アシスタント         |
| --------------------------- | -------------------- | ---------------------------------------------- | -------------------- |

### CM・広告
- TVCM（2020年）

- 長町夜市 TVCM（2021年）

- 渋谷駅広告（2022年）

- 新聞広告（2023年）

- TVCM（2023年）

- CHIPS NEXT TVCM（2023年）* フルグラ TVCM（2024年）

- TVCM（2024年）

- やまがた合同企業説明会2025（2024年12月）

## ディスコグラフィー
- オーディオブック 渡邉歩咲 ささやき童話シリーズ（2019年11月30日）

### デジタル・シングル
| 公開日       | 曲名             | 作詞           | 作曲               |
| 2024年3月9日 | 関係性           | 渡邉沙志       | りりー             |
| 2024年3月9日 | 虹色             | YANAGIMAN      | 宗像美樹           |
| 2024年3月9日 | カワラナイオモイ | 福岡良太       | 福岡良太           |
| 2024年3月9日 | 君がくれた言葉   | herOism        | 宗像美樹           |
| 2024年3月9日 | Happiness & Love | Ai Wakabayashi | KEN asano FUJIKAWA |
| ------------ | ---------------- | -------------- | ------------------ |

### 参加作品

#### ミュージック・ビデオ
|               | 曲名                 | 歌手名                       |
| 2022年5月21日 | sunny hunny          | Rin音                        |
| 2024年6月19日 | 人生パリパリ         | 乱川みちる（ミッチーチェン） |
| 2024年7月23日 | ずぎゅんぎゅんゆらり | こはならむ                   |
| ------------- | -------------------- | ---------------------------- |

### 書籍
- 渡邉歩咲ファーストフォトブック「うるがして」（2022年11月12日）

### 雑誌・書籍・新聞・Web記事
- Rooftop 12月号（2019年12月6日）
- アド街っぷ Sweet版 Vol.89（2020年10月20日）
- 推しごと（2021年9月22日）
- 日本食糧新聞（2021年10月8日）
- 山形新聞 山形暮らし「キミへ」（2021年11月4日）
- SHOWROOM Magazine（2021年11月11日）
- CanCam 1月号（2021年11月21日）
- アド街っぷ Sweet版 Vol.114（2022年12月10日）
- モデルプレス 「ディズニー・クリスマス」リポート（2022年11月8日）
- LARME 秋号（2023年9月16日）
- bis itSnap（2023年12月2日）
- bis 1月号（2023年12月14日）
- 山形新聞 渡邉歩咲1st写真集「うるがして」紹介記事（2023年12月11日）
- 月間山形ZERO☆23 1月号（2023年12月27日）
- NYLON JAPAN 4月号（2024年2月28日）
- bis 5月号（2024年5月9日）
- モデルプレス「ヘスティア銀座」リポート（2024年6月20日）
- 月間山形ZERO☆23 3月号（2024年2月27日）